# مليون
البَلْف أو المليون (بالإنجليزية: million) هو عدد طبيعي يعادل ألف ألف (6 أصفار) يأتي بعد الرقم 999,999 وقبل الرقم 1,000,001
يعبر عن المليون في أنظمة العد المختلفة كالتالي:
- النظام الثنائي: 11110100001001000000
- نظام عد ثماني: 3641100
- نظام عد عشري: 1000000
- نظام عد ستة عشري: F4240

في الاصطلاح العلمي يكتب هكذا: 1×106 أو 106 فقط. ويمكن التعبير عن الكميات الفيزيائية باستخدام سابقة نظام الوحدات الدولي ميجا. فمثلاً: 1 ميجاوات = مليون وات.
يسمى الشخص مليونيراً إذا كانت ثروته تفوق المليون وحدة من وحدات العملة.
كانت العرب تستعمل لفظ ألف ألف للدلالة على المليون لكنهم اليوم يستعملون لفظ المليون لسهولته فهو كلمة واحدة.